# Одержимость

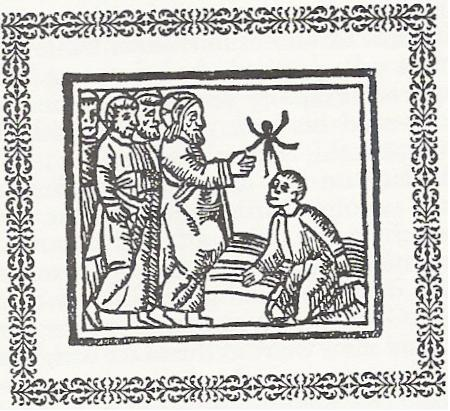
Случай одержимости Compendium maleficarum (лат. «Собор Святого Павла»; 1608 г.)

Одержи́мость, бесноватость — религиозный термин, означающий состояние, в котором человек якобы подчинён одному и более бесам, демонам, дьяволу или иным духовным существам. При этом обычно подразумевается, что эти сверхъестественные существа враждебны человеку и действуют с целью причинения зла.
Согласно различным верованиям, одержимость возникает при вселении сверхъестественной сущности в человека, но иногда источник или источники одержимости могут управлять человеком на расстоянии. Существуют также мифы и легенды о возможности вселения духов и т. п. в мертвецов (вампиры, упыри), животных или неодушевлённые предметы.
В 1970-х годах Эрика Бургиньон провела масштабное межкультурное исследование 488 социальных обществ из разных уголков планеты, и в 360 (74 %) из них присутствовало верование в одержимость в той или иной форме.

## Библия

### В Ветхом Завете
В Ветхом Завете одержимость означает как какие-то страсти («найдёт на него дух ревности», Числа 5:14), так и неизвестные явления из духовно-психической сферы, последние могут быть как положительными («и почиет на нём дух Господень, дух премудрости и разума, дух совета и крепости, дух ведения и благочестия» Исаия 11:2), так и отрицательными («А от Саула отступил дух Господень, и возмущал его злой дух от Господа» 1 Царств 16:14-23).

### В Новом Завете
Одержимость бесами (бесноватость, калька греч. δαιμονισθείς, δαιμονιζόμεν — вселение демонов) упоминается в Новом Завете неоднократно.

## Православие
Под одержимостью в православии может пониматься:
1) аномальное состояние человека, охваченного падшими духами, находящегося под сильнейшим демоническим воздействием;
2) разновидность душевно-нравственной «болезни»; порабощённость страстями;
3) страстная увлечённость кем-либо или чем-либо.
Для изгнания бесов может применяться обряд отчитки (экзорцизма). Отчитка может быть использована в редких случаях при явных симптомах беснования.
Православная энциклопедия под редакцией Патриарха Московского и Всея Руси Кирилла характеризует бесоодержимость как «состояние человека, являющееся результатом вторжения нематериальных сил зла в повседневную жизнь». При этом указывается, что «рекомендация пациенту просить опытного священника рассмотреть целесообразность „чина изгнания злых духов“, то есть „отчитки“, даётся в исключительном случае».
При этом патриарх Кирилл в одной из своих проповедей заметил, что «как ни относились бы критически к теме присутствия тёмной силы в человеческой истории многие современные люди», задача церкви заключается в том, чтобы «напоминать им о том, что эта сила реальна и что жертвой воздействия этой силы может быть каждый, кто лишён опыта молитвы и кто сам себя отделил от Бога». Патриарху, по его словам, «приходилось нередко слышать от специалистов в области психиатрии, что они сталкиваются порой с такими психическими явлениями, которые нельзя объяснить болезнью».
Протоиерей Дионисий Свечников пишет, что «однозначного мнения в церкви относительно отчитки нет», при этом отмечает, что «назвать отчитку единственным действенным способом избавления от одержимости никак нельзя. Причиной вселения падшего духа в человека стал грех, поэтому и лечить нужно греховность, а не её следствие — одержимость».

Богослов Алексей Осипов, профессор Московской духовной академии, в связи с этим пишет:
Такого метода лечения, как «отчитка», не существует. «Отчитка» или, правильнее, чин изгнания злых духов, совершается над человеком, который одержим бесом, а не просто чем-то болен. В какой-то степени мы все подвержены воздействию дьявола, но степень одержимости у нас разная. Совершение этого чина необходимо лишь в особых случаях, когда злые духи поработили волю человека, действуют через его тело, говорят его устами. Этот чин должен совершаться опытным священником над одним человеком, который явно одержим злым духом. Массовые «отчитки» появились лишь в последнее время, как нарушение принятого в Церкви порядка совершения этого чина. Участвовать в них опасно и для духовного, и для психического здоровья.

## Католицизм
По мнению католического священника Франческо Бамонте, президента Международной ассоциации экзорцистов, интерес к изгнанию дьявола в последнее время явно возрос. Однако, как заявил экзорцист, количество настоящих случаев одержимости «довольно ограничено по сравнению с количеством обращений к священникам за помощью». Среди обращающихся к духовенству много тех, кто просто потеряли веру или перепутали медицинские проблемы с духовными.

## Ислам
Представления в исламе о признаках бесноватости (одержимости шайтанами, джиннами) существенно разнятся. Высказываются мнения, что симптомами беснования являются: неадекватное поведение, галлюцинации, психические патологии, одержимый может страдать потерями сознания, кошмарами, утратой болевой чувствительности или беспричинными болями.
Если не принять меры (не изгнать джинна) — одержимый либо сойдёт с ума, либо умрёт. По другим представлениям, человек, в которого вселились джинны, демонстрирует аморальное поведение, употребляет алкогольные напитки, произносит богохульства и объявляет себя пророком.
В арабском языке слово маджнӯн (араб. مَجْنُون‎ «сумасшедший», «безумный») может толковаться как «одержимый джиннами». Персидское слово дивона («сумасшедший») также означает одержимого дэвом.

## Вуду
Согласно религии вуду человек представляет собой несколько тел, наложенных друг на друга, из которых органам восприятия доступно только физическое, называемое corps cadavre. Следующее — n’ame — нечто вроде энергетической копии физического тела, дающее энергию к движению, цели, жизни. Это так называемый запас «топлива», данный человеку от рождения, и который в соответствии с законом сохранения энергии далее после смерти переходит к живущим в почве организмам — полностью этот процесс занимает 18 месяцев. Душа у вудуистов состоит из двух компонентов: gros bon ange — большой добрый ангел и petit bon ange (пти-бон-анж) — маленький добрый ангел. «Большой добрый ангел» — это своеобразный запас силы, и после смерти возвращается в «энергетический резервуар», питающий все живое. «Маленький добрый ангел» — источник того, что касается именно личности. Та часть души, которая используется при так называемом «астральном выходе из тела», «осознанных сновидениях», «одержимости». Во время одержимости «маленький добрый ангел» временно замещается внешним духом, именно он является мишенью большинства вудуистских обрядов и операций.
В вудуизме распространены ритуалы, при которых танцующие люди под действием пения, барабанного боя, специальных порошков и трав впадают в транс, и их поведение напоминает поведение того или иного бога или духа вуду, которых в вудуистском пантеоне великое множество. Находясь в таком состоянии, человек, по всем признакам, практически не испытывает боли и обладает качествами для него не свойственными (например — изменение тембра голоса, речь на другом языке). Также характерны эпилептиформные припадки и выпадения памяти у людей, одержимых духами. Существует поверье, что колдун вуду (бокор) при помощи магических приспособлений может украсть у человека «маленького доброго ангела» и, поместив его в глиняный горшок, заставить служить своим целям.

## Медиумизм
Некоторые медиумы утверждают, что во время спиритических сеансов они становятся одержимы духами или существами, с которыми они связываются, и вещают от их лица. В таком состоянии они могут либо говорить, либо писать слова (автоматическое письмо).
В XIX веке американский судья Джон Уорт Эдмондс (Edmonds) утверждал, что методом «автоматического письма» связывался с Ф. Бэконом и Э. Сведенборгом.

## Научные объяснения
Современная психиатрия рассматривает одержимость как частный случай психического расстройства. В прошлом в психиатрии существовала форма мономании, которая называлась демономания («какодемономании») или демонопатия, в которой пациент верит, что он одержим одним или несколькими демонами. Так называемым одержимым присущи классические симптомы диссоциативных расстройств (в том числе диссоциативного расстройства идентичности), маниакального синдрома, психоза, синдрома Туретта, эпилепсии, шизофрении.
В Международной классификации болезней МКБ-10 одержимость упоминается в рубрике F44.3 «Транс и одержимость» и дифференцируется с шизофренией, психотическими и органическими расстройствами, состояниями, вызванными контузией или интоксикацией. В МКБ-11 расстройство транса и одержимости разделилось на два различных диагноза: трансовое расстройство и трансовое расстройство одержимости.
В случае диссоциативного расстройства идентичности (множественной личности) 29 % опрошенных «альтер эго» считало себя «демоном».
Иногда встречающееся «исцеление» через экзорцизм, в свою очередь, связано с эффектом плацебо и самовнушением. Некоторые люди, которые считали себя одержимыми, в действительности страдали нарциссизмом или низкой самооценкой и действовали как «одержимые демоном», чтобы привлечь к себе внимание.

## В массовой культуре
Тема бесноватости весьма популярна в массовой культуре, служит источником сюжетов для книг и фильмов.